# Coppa CONI
La Coppa CONI è stato un torneo calcistico italiano, organizzato dalla FIGC, per le squadre rimaste escluse dal girone finale della Divisione Nazionale, ovvero il massimo campionato italiano di calcio dal 1926 al 1929.

## Storia
Al torneo, disputato nelle stagioni 1926-1927 e 1927-1928, partecipavano le 14 escluse dal girone finale valido per l'assegnazione dello scudetto, suddivise in due gironi da sette, le cui vincenti si contendevano il trofeo in una finale. In entrambe le edizioni disputate, tuttavia, si ebbe una defezione (la Pro Vercelli nel 1927 e il Verona nel 1928) che ridusse a 13 le partecipanti (con la conseguenza che uno dei gironi comprese solo sei squadre). La prima edizione del trofeo fu vinta dall'Alessandria che sconfisse nella finale i rivali del Casale. La seconda edizione fu invece vinta dalla Roma che si impose in finale sul Modena, aggiudicandosi così il suo primo trofeo. 
Il torneo, complice il fatto che le retrocessioni fossero determinate dai risultati nei gironi eliminatori del campionato, non ebbe grande successo, con le partite spesso disertate dal pubblico, e con diverse squadre provinciali che lamentarono i costi per l'iscrizione e la partecipazione alla competizione, non compensata dagli scarni introiti, premendo per la sua abolizione. Nel tentativo di dare un senso alla competizione, nel marzo 1928 Leandro Arpinati annunciò che l'edizione 1928-1929 della Coppa CONI sarebbe servita a determinare le otto squadre che, aggiunte alle otto finaliste per il titolo, avrebbero formato il primo campionato di Serie A a girone unico a 16 squadre:
(Deliberazione della FIGC riportata da La Stampa del 19 marzo 1928, p. 2.)
In sedute successive si decise invece di allargare il campionato di Divisione Nazionale 1928-1929 a 32 società, suddivise in due gironi da 16. Essendo a questo punto le eliminatorie diventate troppo lunghe (30 giornate) per permettere la disputa sia del girone finale a 8 squadre, sia la Coppa CONI, entrambi non furono disputati: le due vincenti dei gironi si sarebbero contese lo scudetto in una finale, le prime 8 classificate di ogni girone sarebbero state ammesse direttamente alla Serie A, quelle intermedie tra la 9ª e la 14ª posizione sarebbero finite in Serie B insieme alle 4 vincenti della Prima Divisione, mentre le ultime due di ogni girone sarebbero retrocesse in Prima Divisione.
La Coppa CONI, persa ogni funzione, venne così accantonata. Nel 1931 ci fu un tentativo di riproporla come quadrangolare ad eliminazione diretta da svolgersi allo Stadio Nazionale di Roma il 4 e 5 luglio 1931. A causa dell'indisponibilità dello stadio per la disputa del III Concorso Nazionale Ginnico-Atletico dei Dopolavoristi d'Italia nei giorni 3, 4 e 5 luglio, la Coppa CONI fu rinviata al 12-13 settembre, sempre allo Stadio Nazionale, ma non ci sono riscontri che si fosse poi effettivamente svolta.

## Edizioni
| Edizione  | Vincitore   | Vincitore               | Finalista | Dettagli finale   | Dettagli finale                 | Dettagli finale        |
| Edizione  | Ritratto    | Squadra                 | Finalista | Luogo             | Data                            | Risultato              |
| --------- | ----------- | ----------------------- | --------- | ----------------- | ------------------------------- | ---------------------- |
| 1927 (1ª) |             | Alessandria (1º titolo) | Casale    | Casale Monferrato | 10 luglio 1927                  | Casale-Alessandria 1-1 |
| 1927 (1ª) | Alessandria | Alessandria (1º titolo) | Casale    | 24 luglio 1927    | Alessandria-Casale 2-1          |                        |
| 1928 (2ª) |             | Roma (1º titolo)        | Modena    | Roma              | 22 luglio 1928                  | Roma-Modena 0-0        |
| 1928 (2ª) | Modena      | Roma (1º titolo)        | Modena    | 26 luglio 1928    | Modena-Roma 2-2                 |                        |
| 1928 (2ª) | Firenze     | Roma (1º titolo)        | Modena    | 29 luglio 1928    | Roma-Modena 2-1 dts (spareggio) |                        |